# Мерное колесо
Мерное колесо (мерное дорожное колесо; дорожный курвиметр) — механический счётчик длины (пройденного расстояния), главным элементом которого является специальное тарированное колесо, катящееся по измеряемой поверхности и соединённое со счётчиком оборотов. Колесо изготавливалось определённого диаметра, с заданной длиной окружности обода, равной или кратной применявшейся в конкретную эпоху мере длины. Расстояние определялось умножением количества оборотов на единицу измерения.

## История
Изобретение устройства, основанного на принципе «мерного колеса», приписывается знаменитому учёному эпохи эллинизма Герону Александрийскому.
Подобное устройство также описано в трактате римского архитектора и механика Витрувия «Десять книг об архитектуре».
Использовалось в средневековой Европе для определения расстояний между различными населёнными пунктами. Обычно размещалось на специальной повозке, в которой находился также назначенный писец, периодически снимающий и записывающий показания счётчика в дорожную книгу.

## Мерное колесо в России
Публикация дневника Крымского похода 1689 года по рукописи XVII века, с указанием пройденных вёрст, даёт яркий пример использования мерного колеса на практике, во время длительных переходов по пересечённой местности.
«Государевы мерные версты», упоминаемые в документе, показывают на стандартизацию подобных измерений, которые затем использовались в Разрядном приказе для составления различных географических карт Русского царства.